# Shirak (comune)
Shirak (in armeno Շիրակ?) è un comune di 1 093 abitanti (2008) della provincia di Shirak in Armenia.